# قلعه کرانبورگ

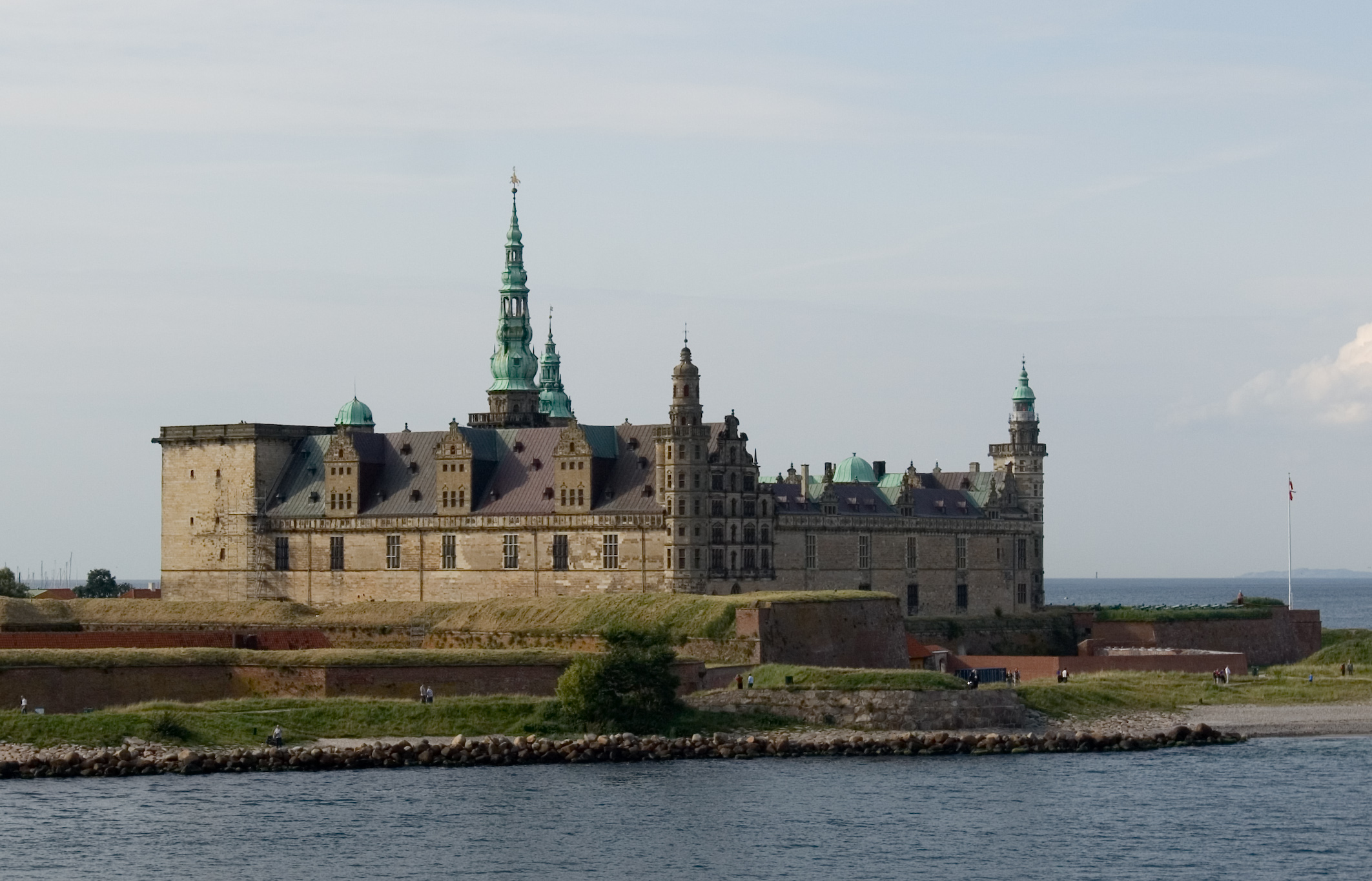
Helsingoer Kronborg Castle{قلعه کرانبورگ هلسینگور}

قلعه هاملت یا کرانبورگ دژی در شهر هلسینگور، کشور دانمارک می‌باشد. این قلعه بین سال‌های ۱۵۷۴ تا ۱۵۸۵ بویسیله فردریک دوم بنا شده‌است.
این بنا به سبک رنسانس هلندی ساخته شده‌است و به دلیل اینکه در وسط آب‌های دریا می‌باشد و با توجه به ظاهر منحصر به فردی که دارد هم‌اکنون به صورت موزه دریایی مورد استفاده عموم قرار گرفته‌است.
لازم است ذکر شود که نمایشنامه هاملت اثر جاودانه ویلیام شکسپیر بارها در این قلعه به اجرا درآمده است.
کرانبورگ یکی از مهم‌ترین دژهای شمال اروپا به‌شمار می‌رود و در لیست میراث جهانی قرار دارد.